# Споднє Гамельне
Споднє Гамельне (словен. Spodnje Gameljne) — поселення в общині Любляна, Осреднєсловенський регіон, Словенія. Висота над рівнем моря: 306,7 м.